# Сарт-Смирново
Сарт-Смирново — упразднённая в 1986 году деревня Шемякского сельсовета Уфимского района Башкирской АССР. Проживали русские.

## Название
Название от фамилии землевладельца А. И. Смирнова. Основана как д. Любимовка. Известна также под названиями Каменка, Сарты

## География
Находилась у р. Сартовка.
На 1 июня 1952 года д. Сарт-Смирново вместе с д. Сарт-Батраково в 40 км от райцентра — г. Уфы, в 5 км от центра сельсовета — с. Бейгулово, в 14 км от железнодорожной станции Алкино.
По состоянию на 1 сентября 1981 года расстояние до :
- районного центра (г.Уфа): 60 км,
- центра сельсовета (пос. Октябрьский): 4 км,
- ближайшей ж/д станции (Алкино): 19 км.

## История
Основана в конце 18 — начале 19 века на землях правителя Уфимского наместничества А. А. Пеутлинга как д. Любимовка. В начале 19 в. перешла во владение А. И. Смирнова. В 1870 учтена д. Бардаково (Любимовка, Сарты), в 50 дворах проживало 355 человек. К началу 20 века на этих землях зафиксировано три крестьянских общины (поселения). В 1896 в 80 дворах проживало 506 чел.; зафиксированы бакалейная и казённая винная лавки, хлебозапасный магазин, обдирка. В 1925 учтено 123 хозяйства. Входила в состав колхоза «Заря» (с 1961 — в составе совхоза «Шемяк»).
На 1 июня 1952 года д. Сарт-Смирново вместе с д. Сарт-Батраково входили в Бейгуловский сельсовет.
На 1 января 1969 года, 1 июля 1972 года и 1 сентября 1981 года деревня Сарт-Смирново входила в Шемякский сельсовет.
Исключена из учётных данных Указом Президиума ВС Башкирской АССР от 12.12.1986 N 6-2/396 «Об исключении из учётных данных некоторых населенных пунктов»).

## Население
Преобладающая национальность в советское время — русские.
В 1896 проживало 506 человек, в 1906—620, в 1920—519, в 1939 (в составе Бейгуловского сельсовета учтена как Сарты-Смирново) — 303, в 1959—168, в 1969—105, в 1979 — 58.
На 1 января 1969 года в деревне Сарт-Смирново проживало 244 человек (Башкирская АССР: административно-территориальное деление на 1 января 1969 года).

## Инфраструктура
Личное подсобное хозяйство с зоной сельскохозяйственного использования, индивидуальная застройка усадебного типа. В 1896 году — 80 дворов, в 1925 учтено 123 хозяйства.
В 1896 году зафиксированы бакалейная и казённая винная лавки, хлебозапасный магазин, обдирка.
После начала коллективизации входила в состав колхоза «Заря» (с 1961 — в составе совхоза «Шемяк»)